# Sainte-Anne-des-Plaines
Sainte-Anne-des-Plaines è un comune del Canada, situato nella provincia del Québec, nella regione di Laurentides.